# Llitera (comarca històrica)
|  | Per a altres significats, vegeu «Llitera (desambiguació)». |

La Llitera (Lhitèra en occità, Lythère en francès i Litera en aragonès i castellà) és una comarca natural i històrica, que formà part dels comtats catalans. Comprèn l'Alta Llitera (Castellonroi, Peralta i Calassanç, Sanui, Albelda, Baells, Camporrells i Valldellou) i la Baixa Llitera (Sant Esteve de Llitera, el Campell, Tamarit de Llitera, el Torricó i Vensilló).
| Municipi               | Població | Superfície (km²) | Densitat (hab/km²) |
| ---------------------- | -------- | ---------------- | ------------------ |
| Albelda                | 847      | 52,04            | 16,28              |
| Baells                 | 120      | 39,98            | 3                  |
| el Campell             | 782      | 58               | 13,48              |
| Camporrells            | 193      | 26,54            | 7,27               |
| Castellonroi           | 378      | 37,62            | 10,05              |
| Peralta i Calassanç    | 235      | 115              | 2,04               |
| Sant Esteve de Llitera | 526      | 72,15            | 7,29               |
| Sanui                  | 165      | 35,04            | 4,71               |
| Tamarit de Llitera     | 3730     | 110,6            | 33,73              |
| el Torricó             | 1506     | 32'42            | 46'45              |
| Valldellou             | 117      | 30,53            | 3,83               |
| Vensilló               | 469      | 15,2             | 30,86              |
| Totals                 | 9068     | 625,12           | 14,5               |

## Geografia
La comarca de la Llitera limita al nord amb la Ribagorça, a l'est amb la Noguera i al sud-est i al sud amb el Segrià. És constituïda per onze municipis, dels quals Tamarit de Llitera n'és el cap de comarca. Comprèn dues zones ben diferenciades. Al nord, l'alta Llitera és accidentada per l'extrem sud-oest del Prepirineu català: la serra de la Corrodella (921 m), en relació amb els puigs de Sant Quilis (1 082 m) i el Volterol (855 m). L'eix anticlinal que dibuixen, de base calcària i mesozoica, és reprès paral·lelament per relleus més suaus, formats per gresos oligocènics (el Coscollar, 727 m; el picot de Minquillí; 873; Penya-roia, 703; la serra del Solà, amb el puig de Sant Salvador, 734 m) i fins pel bombament gipsós de la serra de la Gessa (darrera alineació). La baixa Llitera, ben altrament, és un fragment de la regió fisiogràfica de la Llitera, en forma de triangle invertit, amb la base immediatament al nord del canal d'Aragó i Catalunya. Dins la seua uniformitat aparent, es pot destriar la plana horitzontal de peu de muntanya i la superfície d'erosió on s'assenta el canal, que talla els estrats, que cabussen cap al sud.

## Clima
El clima es pot definir com a continental, amb mitjanes anuals que oscil·len entre 13° i 14 °C i una oscil·lació anual d'uns 20 °C. Les precipitacions, de 300 a 400 mm anuals, solen presentar un màxim de primavera a la conca de la Noguera Ribagorçana i de tardor a la conca del Cinca.

## Història

### Prehistòria i edat antiga
A l'època preromana, la Llitera era part del territori dels ilergets. La romanització no hi creà cap nucli urbà. La part sud de la comarca era travessada per una ruta important, la via de Lleida a Osca, de la qual es conserven vestigis. La Llitera (que va incloure, fins a la divisió del 1305, totes les terres entre el Segre i el Cinca, al sud de les darreres alineacions pre-pirinenques, inclosos els termes de Lleida) va ser inclosa en els límits de la primitiva diòcesi de Lleida, i sota el domini musulmà hi va continuar lligada políticament, igual que la Ribagorça. Amb motiu de la conquesta cristiana, el sector nord de la Llitera va ser ocupat, entre 1058i 1063, juntament amb una part de la Ribagorça, pels comtes de Barcelona i d'Urgell. El 1083 el comte Ermengol IV d'Urgell va iniciar la conquesta de Calassanç, lloc conquerit definitivament pels catalans el 1098.

### Comtats catalans
La Llitera, vinculada políticament i eclesiàsticament a la Ribagorça, va ser inclosa en la diòcesi de Lleida arran de la conquesta catalana d'aquesta ciutat, el 1149 i va ser confirmada com a part del Principat de Catalunya, juntament amb Lleida i amb la Ribagorça, al començament del segle xiii. No obstant això, les corts aragoneses van reclamar la Ribagorça i la Llitera el 1300, i el 1305 Jaume II el Just va atribuir a aquell regne una gran part de la Llitera, en establir la frontera entre tots dos estats a la clamor d'Almacelles; també la Ribagorça va ser atribuïda, el 1305, a Aragó; però el 1322, en crear-se novament el comtat de Ribagorça va sostraure una gran part de les terres annexades el 1305 de l'administració aragonesa, situació que va perdurar, amb més modificacions o menys, fins a la fi del segle xvi.

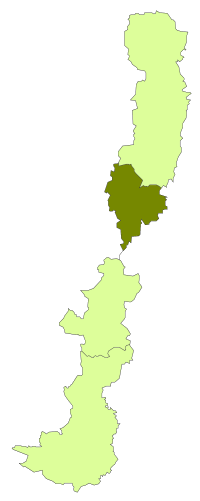
La Llitera és la segona, la de color verd fosc

### 1300
La part de la Llitera al sud del comtat ribagorçà i a l'oest de la clamor d'Almacelles va restar, però, des de l'annexió del 1305, sota control aragonès, encara que, de fet, Lleida va continuar exercint-hi la influència econòmica, eclesiàstica i cultural. Només la part més occidental (Estada, Estadella, Fonts, Montsó, l'Almúnia de Sant Joan, Binèfar, Esplucs, Binacet, Albalat de Cinca, Bellver de Cinca, Ossó de Cinca) es va castellanitzar, a partir, probablement, del segle xvii, amb els canvis de població que van ser conseqüència de la guerra dels Segadors. Aquest sector, que actualment no és de llengua catalana, es considera integrat a la comarca aragonesa de la Ribera de Cinca, que té per centre Montsó. A la vall de la Sosa es parla un dialecte de transició, com a les terres més septentrionals de la baixa vall de l'Isàvena.

### Guerra dels Segadors
Durant la Guerra dels Segadors, la Llitera (com la resta del Principat de Catalunya) va reconèixer l'autoritat de Lluís XIII de França, comte de Barcelona, però això no va impedir que la vila de Tamarit fos salvatgement destruïda per les tropes gavatxes (sembla que a causa de l'assassinat d'un cosí del general francès la Mothe) el 1642. Després, la desfeta va ser total i tota la Llitera va ser durament reprimida per les tropes espanyoles. El despoblament es va apoderar de la comarca a mitjan segle xvii. Això va comportar conseqüències decisives al sector de Binèfar, repoblat amb gent procedent de l'Alt Aragó, cosa que va produir una ràpida castellanització: Puidemoros passà a ser Pueyo de Santa Cruz, Fonts, Fonz, Esplucs, Esplús i molts altres llocs van seguir el camí d'aculturació iniciat molt abans per Montsó.

### Guerra de Successió
Al començament de la Guerra de Successió es van fixar novament les fronteres del Principat de Catalunya al Cinca, en canvi de pagar a Aragó 200.000 escuts, però la situació va finalitzar amb la desfeta de les armes catalanes. La nova administració borbònica va integrar gairebé tota la Llitera al nou corregiment de Barbastre (tret de Natjà, Sorita, Gavasa, Peralta i Sanui, integrats al corregiment de Benavarri).

### 1833
La divisió provincial del 1833 va integrar la Llitera dins la província d'Osca, seguint uns criteris basats en la frontera-desert creada per la Guerra dels Segadors al segle xvii.